# Ганс Ескільссон
Ганс Ескільссон (швед. Hans Eskilsson, нар. 23 січня 1966, Естерсунд) — шведський футболіст, що грав на позиції нападника за низку шведських і португальських клубних команд, шотландський «Гартс», а також за національну збірну Швеції. По завершенні ігрової кар'єри — тренер.

## Клубна кар'єра
У дорослому футболі дебютував 1983 року виступами за команду «ІФК Естерсунд», в якій протягом двох сезонів взяв участь у 28 матчах чемпіонату.
Протягом 1985–1987 років грав за «Норрчепінг» та «Гаммарбю», після чого перебрався до Португалії, уклавши контракт із лісабонським «Спортінгом». У цій команді не пробився до основного складу, тож сезон 1989/90 проводив вже в іншій місцевий команді, «Бразі».
Частину 1991 року провів на батьківщині, граючи за АІК, після чого знову виступав у Португалії, відігравши декілька ігор за «Ештуріл-Прая».
У подальшому захищав кольори команд «Гаммарбю», «Васалундс ІФ» та шотландського «Гартс». А завершував ігрову кар'єру протягом 2002–2003 років у команді «Естерсунд».

## Виступи за збірні
1988 року  захищав кольори олімпійської збірної Швеції. У складі цієї команди провів 2 матчі. У складі збірної — учасник футбольного турніру на Олімпійських іграх 1988 року в Сеулі.
1988 року дебютував в офіційних матчах у складі національної збірної Швеції. Протягом трирічної кар'єри в національній команді провів у її формі 8 матчів, забивши 2 голи.

## Кар'єра тренера
Протягом 2002–2003 років був граючим тренером «Естерсунда». Завершивши виступи на футбольному полі, 2004 року тренував «Енчерінг».

## Титули і досягнення
- Чемпіон Швеції (1):

«Гаммарбю»: 2001